# Jablonec nad Nisou (nádraží)
Jablonec nad Nisou je železniční stanice v jihozápadní části okresního města Jablonec nad Nisou v Libereckém kraji nedaleko řeky Lužická Nisa. Leží na neelektrizované železniční trati Liberec–Harrachov. Asi půl kilometru východně se nachází městské autobusové nádraží. Ve městě se dále nacházejí další tři železniční stanice a zastávky: Jablonec nad Nisou centrum, Jablonec nad Nisou dolní nádraží a Jablonec nad Nisou zastávka. Stanice je začleněna do integrovaného dopravního systému IDOL. Leží v nadmořské výšce 500 m n. m. a při ulici Nádražní.

## Historie
Hlavní železniční tahy, které začaly v polovině 19. století v regionu vznikat, Jablonec míjely a představitelé města vyvíjeli soustavnou iniciativu k připojení města k říšské železniční síti. Stanice byla nakonec vybudována společností 'Liberecko-jablonecko-tanvaldská dráha' (Reichenberg–Gablonz–Tannwalder Eisenbahn, RGTE), jejíž trať spojovala Jablonec s Libercem, pravidelný provoz byl zahájen 25. listopadu 1888, tehdy nesla stanice německý název Gablonz. Provoz zajišťovala SNDVB. Roku 1894 byly koleje dále prodlouženy do Lučan nad Nisou a posléze až do Tanvaldu. Podoba budovy byla dána typizovaným stavebním plánem železničních stanic RGTE. V roce 1906, byla stanice přejmenována na název obojí jazyků a jmenovala se Jablonec nad Nisou (Gablonz) do roku 1918, kdy byla přejmenována už jen na název český - Jablonec nad Nisou. V roce 1925 byla přejmenována na Jablonec nad Nisou státní nádraží a název vydržel až do roku 1938, kdy byla za druhé světové války pojmenována Gablonz (Neisse) Hauptbahnhof do roku 1939. Po zbytek války do roku 1945 nesla jen název Gablonz (Neisse). Po válce do roku 1951 byla opět přejmenována na Jablonec nad Nisou státní nádraží a v letech 1951-1961 se dokonce užíval název Jablonec nad Nisou hlavní nádraží. Od roku 1961 se užívá současný název Jablonec nad Nisou. Stanice měla i svůj vodní jeřáb, dnes již zrušený.
Po zestátnění RGTE v roce 1930 správu přebraly Československé státní dráhy, v letech 1938–1945 ležela stanice na území Německé říše a trať provozovaly Německé říšské dráhy (DR).

## Popis
Nacházejí se zde dvě nekrytá jednostranná nástupiště, přístup k nástupišti č. 2 je přes kolej (2019). V roce 2010 byla dokončena rekonstrukce a modernizace jabloneckého nádraží, budově byla navrácena původní historická podoba. Ve stanici je od této rekonstrukce instalovaný informační systém INISS a infotabule od systému Elektročas.

## Provozní informace
Stanice zajišťuje odbavení cestujících prodejem jízdenek a dalšími služby. Bezbariérový přístup je do budovy železniční stanice, včetně bezbariérově přístupné označené pokladní přepážky a na všechna nástupiště v normové výšce 550 mm nad temenem kolejnice (dle ČSN 73 4959). Železniční stanice je vybavena pro zrakově postižené orientačními hlasovými majáčky a vodící linií s funkcí varovného pásu. Je také vybavena pro sluchově postižené elektronickým informačním systémem s řádkem běžícího textu.
Ve stanici staví všechny osobní vlaky linky L1 na trase Liberec – Tanvald – Harrachov – Szklarska Poręba Górna.